# Article 88 de la Constitution belge
L'article 88 de la Constitution belge fait partie du titre III Des pouvoirs. Il garantit l'inviolabilité du Roi.
Il date du 7 février 1831 et était à l'origine — sous l'ancienne numérotation — l'article 63. Il n'a jamais été révisé.

## Texte
« La personne du Roi est inviolable ; ses ministres sont responsables. »

## Interprétation
L'article consacre l'immunité souveraine du Roi, il ne peut être arrêté ou poursuivi au civil comme au pénal. Le gouvernement et les ministres sont responsables devant le parlement, en contresignant les actes (article 106).
L'article est analysé pour définir le statut du Roi. La commission Soenens en 1949 explicite également les compétences.